# Ваља Скејулуј (Валча)
Ваља Скејулуј (рум. Valea Scheiului) насеље је у Румунији у округу Валча у општини Даничеј. Oпштина се налази на надморској висини од 479 m.

## Становништво
Према подацима из 2002. године у насељу је живело 70 становника, од којих су сви румунске националности.